# Zolnia
Zolnia (ukr. Зольня) – wieś na Ukrainie, w obwodzie żytomierskim, w rejonie olewskim, nad Zolnią. W 2001 roku liczyła 462 mieszkańców.